# Alejandra Gulla
Alejandra Laura Gulla (* 4. Juli 1977 in Lomas de Zamora) ist eine ehemalige argentinische Feldhockeyspielerin. Sie nahm an den Olympischen Spielen 2004 in Athen und 2008 in Peking teil.

## Karriere
Bei den Olympischen Spielen 2004 in Athen und 2008 in Peking gewann sie mit der Mannschaft jeweils die Bronzemedaille. Bei den Panamerikanischen Spielen 1999 in Winnipeg, 2003 in Santo Domingo und 2007 in Rio de Janeiro gewann sie mit der Mannschaft insgesamt dreimal die Goldmedaille. Mit der argentinischen Mannschaft gewann sie 2001 in Amsterdam, 2008 in Mönchengladbach, 2009 in Sydney und 2010 in Nottingham die FIH Champions Trophy. Im Jahr 2004 erreichte sie in Rosario die Bronzemedaille in der Champions Trophy. 2001 in Kingston und 2004 in Bridgetown gewann sie mit der Mannschaft den Panamerika Cup.
Mit ihrem Verein Lomas Athletic Club gewann sie sieben Meisterschaften.

## Einzelnachweis
1. ↑  CAMPEONATO BS AS 2009. In: hockey-argentina.com.ar. Archiviert vom Original (nicht mehr online verfügbar) am 28. Juni 2009; abgerufen am 12. Juli 2020 (spanisch).

| Personendaten    | Personendaten                               |
| ---------------- | ------------------------------------------- |
| NAME             | Gulla, Alejandra                            |
| ALTERNATIVNAMEN  | Gulla, Alejandra Laura (vollständiger Name) |
| KURZBESCHREIBUNG | argentinische Feldhockeyspielerin           |
| GEBURTSDATUM     | 4. Juli 1977                                |
| GEBURTSORT       | Lomas de Zamora                             |